# Horia Tecău
Horia Tecău (Constanta, 19 de Janeiro de 1985) é um tenista profissional romeno especialista em duplas que já  conquistou 38 torneios ATP nessa modalidade. Tem em seu currículo 2 títulos de Grand Slam em duplas, sendo que 1 no masculino e 1 em mistas. Seu melhor ranking foi a 2° posição mundial como duplista. Em várias oportunidades representa a Equipe Romena de Copa Davis.

## Carreira
Em 2010 começou uma parceria com o sueco Robert Lindstedt. E juntos conquistaram 10 títulos de ATP. 
Como duplista, Tecau já disputou 4 finais em Wimbledon. E, dessas decisões, só uma vez conquistou o título, em 2015.
No final da temporada de 2015, atuando ao lado do holandês Jean-Julien Roger, ganhou o título de duplas do ATP World Tour Finals.
Em 2016, jogando duplas ao lado do compatriota Florin Mergea, conquistou a medalha de Prata nos Jogos Olímpicos do Rio de Janeiro.

### Grand Slam finais

#### Duplas: 4 (1 título 3 vices)
| Posição | Ano  | Campeonato | Piso  | Parceiro          | Oponentes                        | Placar                            |
| ------- | ---- | ---------- | ----- | ----------------- | -------------------------------- | --------------------------------- |
| Vice    | 2010 | Wimbledon  | Grama | Robert Lindstedt  | Jürgen Melzer Philipp Petzschner | 1–6, 5–7, 5–7                     |
| Vice    | 2011 | Wimbledon  | Grama | Robert Lindstedt  | Bob Bryan Mike Bryan             | 3–6, 4–6, 6–7(2–7)                |
| Vice    | 2012 | Wimbledon  | Grama | Robert Lindstedt  | Jonathan Marray Frederik Nielsen | 6–4, 4–6, 6–7(5–7), 7–6(7–5), 3–6 |
| Campeão | 2015 | Wimbledon  | Grama | Jean-Julien Rojer | Jamie Murray John Peers          | 7–6(7–5), 6–4, 6–4                |

#### Duplas Mistas: 2 (1 título, 1 vice)
| Posição | Ano  | Campeonato      | Piso | Parceira              | Oponentes                         | Placar           |
| ------- | ---- | --------------- | ---- | --------------------- | --------------------------------- | ---------------- |
| Campeão | 2012 | Australian Open | Duro | Bethanie Mattek-Sands | Elena Vesnina Leander Paes        | 6–3, 5–7, [10–3] |
| Vice    | 2014 | Australian Open | Duro | Sania Mirza           | Kristina Mladenovic Daniel Nestor | 3–6, 2–6         |

### Masters 1000 finais

#### Duplas: 2 (1 título, 1 vice)
| Posição | Ano     | Campeonato | Piso          | Parceiro         | Oponentes                            | Placar   |
| ------- | ------- | ---------- | ------------- | ---------------- | ------------------------------------ | -------- |
| Vice    | [2012]] | Madrid     | Saibro (azul) | Robert Lindstedt | Mariusz Fyrstenberg Marcin Matkowski | 3–6, 4–6 |
| Campeão | 2012    | Cincinnati | Duro          | Robert Lindstedt | Mahesh Bhupathi Rohan Bopanna        | 6–4, 6–4 |

## Ligações Externas
- Perfil na ATP